# Lug (mitologija)
Lug/ Lugh, kojega Gali zovu Lugo, keltski je bog svjetlosti, mnogih disciplina i spasitelj Irske. Lugh je prikazan kao ratnik, kralj, majstor i spasitelj. Povezan je s vještinama i majstorstvom u više disciplina, uključujući umjetnost. Također je povezan sa zakletvama, istinom i zakonom, a time i s pravim kraljevstvom. Zahvaljujući njemu, mladi i lijepi bogovi Tuatha de Danann uspjeli su pobijediti Fomoire, užasna podmorska čudovišta koja su bila strah i trepet otoka. Lug ima mnoge darove: glazbenik je i ujedno čarobnjak izuzetne snage. Lug je opisan kao mlad, visok čovjek svijetlih crvenih obraza, bijelih strana, lica brončane boje i kose boje krvi. Lughov se izgled u nekoliko navrata uspoređuje sa suncem.
Najčešći su mu epiteti Lámfada ([ˈlaːwad̪ˠə] , "duge ruke", moguće zbog njegove vještine s kopljem ili vladarske sposobnosti) i Samildánach ("jednako vješt u mnogim umjetnostima ").
Lugh ima nekoliko čarobnih posjeda. Ima nezaustavljivo vatreno koplje, praćku i posjeduje goniča Failinis . Kaže se da je izumio fidchell (galski ekvivalent šahu ), igre loptom i konjske utrke.

Cuchulainn, ratnik nadljudske snage, je reinkarnacija i sin boga Luga.

## Lugovo rođenje
Grozni Balor, vođa Fomoira, ima samo jedno oko kojim obara svakoga tko ga pogleda. Jedno mu je proročanstvo navijestilo da će ga ubiti vlastiti unuk. Zatočio je, stoga, svoju jedinicu kako nikada ne bi imala djece. No, jednoga dana zavede je jedan bog Tuatha i ona rodi trojke. Balor ih smjesta baci u more. No, jedno dijete preživi: Lug.

## Lug kod bogova Tuatha
Tuatha de Danann - "narod božice Danu" - mora se stalno boriti s Fomoirima, ali konačne pobjede nema. Njihov kralj Nuada čak je u jednoj bitki izgubio ruku koju mu je bog liječnik zamijenio srebrnom. Kad se pojavio Lug, mlad i junačan neznanac, Nuada ga zaduži da organizira i vodi bitku.

## Odlučujuća bitka
Lug pripremi Tuathe za napad i dvije se vojske sukobe. Iznenada se pojavi Balor i njegovo se oko - koje je uništavalo svakoga tko bi ga pogledao i stoga je uvijek zatvoreno osim u bitkama - počne otvarati. Lug hitnu u njega kamen iz praćke. Oko probije Balorovu glavu, okrene se i pogleda vlastitu vojsku. Fomoiri se rasprše od straha da ne umru od pogleda zla oka, Tuatha ih stjeraju u more, a Balor izdahne ubijen rukom svoga unuka, kao što je proročanstvo i navijestilo. Tuatha de Danann nakon toga su vladali Irskom sve do dolaska novih osvajača. Potom su se povukli pod zemlju, odakle su upravljali plodnošću zemlje.